# Ludwików (powiat łódzki wschodni)
Ludwików – wieś w Polsce położona w województwie łódzkim, w powiecie łódzkim wschodnim, w gminie Andrespol. Miejscowość wchodzi w skład sołectwa Stróża.
Miejscowość włączona jest do sieci komunikacji autobusowej MPK Łódź: linia 82B.
W latach 1975–1998 miejscowość należała administracyjnie do ówczesnego województwa łódzkiego.